# 2021年揚州世界園芸博覧会
2021年揚州世界園芸博覧会（中国語: 2021扬州世界园艺博览会、英語: Yangzhoo Expo 2021）は、2021年4月から10月まで、中華人民共和国江蘇省揚州市儀徴市で開催される国際園芸博覧会を指す。 
会場の位置：中華人民共和国江蘇省揚州市 主館：揚州園博園 
2016年9月30日トルコアンタルヤ国際園芸生産者協会会員大会 
テーマ：緑の都市、健康な生活 
会議の種類：A2+B1類 
総敷地面積：3500ムー 